# Opuntia phaeacantha
Opuntia phaeacantha ist eine Pflanzenart in der Gattung der Opuntien (Opuntia) aus der Familie der Kakteengewächse (Cactaceae). Das Artepitheton phaeacantha leitet sich von den griechischen Worten phaios für ‚grau‘ sowie akanthos für ‚Dorn‘ ab und verweist auf die Bedornung der Art. Englische Trivialnamen sind „Brown-Spined Prickly Pear“, „Densely Spined Prickly Pear“, „Major Prickly Pear“, „Mojave Prickly Pear“, „New Mexico Prickly Pear“, „Purple-Fruited Prickly Pear“ und „Yellow-Spined Prickly Pear“.

## Beschreibung
Opuntia phaeacantha wächst strauchig, ausgestreckt bis der Länge nach hingestreckt. Sie bildet oft große Polster, die eine Wuchshöhe von bis zu 90 Zentimetern und eine Breite von 2,5 Metern erreichen. Die umgekehrt-eiförmigen bis nahezu runden Triebabschnitte sind blaugrün und weisen oft einen violettfarbenen Farbton auf. Sie sind 10 bis 40 Zentimeter lang, 7 bis 24 Zentimeter breit und 1,2 bis 1,5 Zentimeter dick. Die verlängert konischen Laubblätter sind bis zu 9 Millimeter lang. Die 2 bis 2,5 Zentimeter auseinanderstehenden elliptischen Areolen tragen braune, rötlich braune oder gelblich braune, bis 12 Millimeter lange Glochiden. Die 1 bis 10 Dornen, die nur selten fehlen, sind rötlich braun bis dunkelbraun. Sie entspringen aus allen Areolen oder sind auf den oberen Teil der Triebabschnitte beschränkt. Die 2,5 bis 8 Zentimeter langen Dornen sind spreizend, aufrecht oder zurückgebogen, manchmal gekrümmt oder verdreht, pfriemlich oder abgeflacht.
Die 6 bis 8 Zentimeter langen Blüten sind gelb und besitzen manchmal eine rote Basis. Die rötlich-violetten bis violetten, fleischigen und glatten Früchte sind umgekehrt-eiförmig. Sie sind 3,5 bis 8 Zentimeter lang und weisen Durchmesser von 2 bis 4 Zentimeter auf.
Die Chromosomenzahl beträgt 2n = 66.

## Verbreitung, Systematik und Gefährdung
Opuntia phaeacantha ist im Südwesten der Vereinigten Staaten und im Norden von Mexiko weit verbreitet, wurde aber auch in Europa eingebürgert. Ein etablierter Bestand existiert z. B. bei Dürnstein in der österreichischen Wachau. Die Erstbeschreibung wurde 1849 von George Engelmann veröffentlicht. Von einigen Autoren werden mehrere Varietäten unterschieden. Es sind zahlreiche Synonyme bekannt.
In der Roten Liste gefährdeter Arten der IUCN wird die Art als „Least Concern (LC)“, d. h. als nicht gefährdet geführt. Die Entwicklung der Populationen wird als stabil angesehen.

## Verwendung
Von den Pima werden erwärmte Triebabschnitte von Opuntia phaeacantha auf die Brüste einer neuen Mutter gelegt, um deren Milchfluss anzuregen. Aus den Früchten wird durch Zerdrücken rote Farbe gewonnen.

## Nachweise